# Slovenska nota
Slovenska nota je glasbeno tekmovanje, namenjeno neuveljavljenim pevkam in pevcem ter promoviranju slovenske glasbe. Prvo tekmovanje se je odvilo v letu 2017. Tekmovanje je od leta 2017 do 2020 organiziral Mladinski center Hrastnik, leta 2021 pa ga organizira Javni zavod za kulturo, šport, mladino in turizem KRC Hrastnik. Finalni večer poteka v septembru v dvorani Delavskega doma Hrastnik.
Tekmovanje se je prenehalo organizirati v letu 2021 in se zaključilo s petimi izvedenimi edicijami tekmovanja.

## Zmagovalci tekmovanja
| Leto | Zmagovalec           |
| ---- | -------------------- |
| 2017 | Samantha Maya        |
| 2018 | Maruša Zmrzlak       |
| 2019 | Denis Trap           |
| 2020 | Larisa Leva          |
| 2021 | Pia Katarina Kremžar |

## Ideja in izvor tekmovanja
Osnovna ideja festivala, ki poteka celotno leto in združuje niz različnih dogodkov, je, da je slovenska glasba dobra in da si jo morajo mladi všečno prilagoditi. Tekmovanje je našlo prvo idejno zatočišče znotraj Mladinskega centra Hrastnik. Projekt snujejo mlade ustvarjalke in ustvarjalci iz celotne Slovenije, dogodek pa se od leta 2017 prireja v Zasavju, natančneje v Hrastniku. Tekmovanje skuša nuditi ustvarjalcem ter ustvarjalkam na področju slovenske glasbe prostor skupnega ustvarjanja. 

## Format
Tekmovanje ima za namen od leta 2017 do 2020 poiskati najboljšo pevko oz. pevca na slovenskem glasbenem trgu neuveljavljenih pevcev. Finaliste izberejo predhodno na izvedeni avdiciji, ki poteka v Hrastniku. Finalisti se nato predstavijo na finalnem večeru, kjer zmaga en zmagovalec. Organizator zmagovalcu ponudi za nagrado slovensko pesem, ki jo lahko posname v studiu.
Leta 2021 se je tekmovalni format spremenil. Namen tekmovanja je poiskati najboljšo slovensko pesem leta na trgu neuveljavljenih pevcev. Na tekmovanju se tako od leta 2021 predstavljajo s svojimi lastnimi in izvirnimi slovenskimi pesmimi. Zmagovalno pesem na finalnem večeru določi kombinacija glasov strokovne komisije in glasov občinstva.

### Izbor finalistk in finalistov
Od leta 2017 do 2020 je potekala avdicija za Slovensko noto med marcem in majem v Hrastniku. Prijavljeni so se v živo predstavili strokovni komisiji s priredbo slovenske pesmi po lastnem izboru. Strokovna komisija je na finalno dejanje sprejela do največ deset nastopajočih. 
Od leta 2021 izbor poteka izbor finalnih pesmi, pri čemer izborna strokovna komisija po poslušanju vseh prijavljenih posnetkov pesmi na finalno dejanje izbere do največ deset finalnih pesmi.

### Promocijski koncerti
Organizator za vse finaliste v obdobju med avdicijo in finalnim večerom organizira promocijske koncerte v Zasavju, kjer se finalisti predstavijo lokalnemu občinstvu v živo s priredbami slovenskih pesmi.

### Finalni večer
Finalni večer Slovenske note poteka v mesecu septembru, navadno prvo soboto v mesecu. Od leta 2017 do 2020 so se nastopajoči predstavili s priredbo izbrane slovenske pesmi v živo s hišnim bendom. Zmagovalko oz. zmagovalca je določila kombinacija glasov strokovne žirije in glasov občinstva.
Od leta 2021 se na finalnem večeru nastopajoči predstavijo s svojimi lastnimi pesmimi. Zmagovalno pesem določi prav tako kombinacija glasov strokovne žirije in glasov občinstva.

## Strokovne komisije
Na tekmovanju je vsako leto organizator oblikoval dve strokovni komisiji: eno za avdicijo oz. za izbor finalistov ter eno za finalni večer. V obeh strokovnih komisijah so bili različni članice in člani. Strokovna izborna komisija je izbrala finalistke in finaliste tekmovanja v posameznem letu, strokovna komisija na finalnem večeru pa je skupaj z javnostjo izbrala zmagovalko oz. zmagovalca tekmovanja v posameznem letu.

### Strokovne izborne komisije
| Leto | Članice in člani strokovne komisije                                          |
| ---- | ---------------------------------------------------------------------------- |
| 2017 | Rok Hvala, Nina Maurovič, Simon Tanšek                                       |
| 2018 | Anabel, Dare Acoustic, Sandra Erpe, Boštjan Korošec, Samantha Maya, Jana Sen |
| 2019 | Alya, Nino Ošlak, Gaja Prestor, Alex Volasko, Maruša Zmrzlak                 |
| 2020 | David Amaro, Saša Lešnjek, Denis Trap, Božidar Wolfand Wolf                  |
| 2021 | Dragan Bulič, Katarina Habe, Raiven in Dean Windisch                         |

### Strokovne komisije na finalnem večeru
| Leto | Članice in člani strokovne komisije                                                                                |
| ---- | --- |
| 2017 | Petra Ambrož, Igor Gošte, Dada Kladenik, Nataša Kreže                                                              |
| 2018 | Alesh Maatko, Samantha Maya, Nikola Nikolić, Martin Štibernik                                                      |
| 2019 | Eva Boto, Alesh Maatko, Tomaž Mihelič, Žan Serčič, Alex Volasko, Maruša Zmrzlak                                    |
| 2020 | Eva Beus, Mihael Hercog, Zala Kralj, Kristina Oberžan, Gašper Šantl, Denis Trap                                    |
| 2021 | Maja Keuc Amaya, Alesh Maatko, Kristina Oberžan, Nino Ošlak, Raiven, Gregor Ravnik, Irena Vrčkovnik, Dean Windisch |

## Voditeljice in voditelji
Dogodke tekmovanje so vodili različni mladi voditeljice in voditelji. Tekmovanje je vsako leto sestavljeno iz dveh dogodkov: promocijskega dogodka in finalnega večera. Vsak dogodek je vodil drug voditeljski par oz. trio.

### Voditeljice in voditelji finalnega večera
| Leto | Ime voditeljic oz. voditeljev                   |
| ---- | ----------------------------------------------- |
| 2017 | Kaja Čop, Mirza Ribič, Ana Špajzer              |
| 2018 | Kaja Čop, Annemarie Jerman, Rok Kreže           |
| 2019 | Nejc Ašič, Nastja Galič                         |
| 2020 | Alen Demiri, Leon Ciglar                        |
| 2021 | Nejc Ašič, Kaja Čop, Nastja Galič, Sara Praznik |

### Voditeljice in voditelji promocijskega koncerta
| Leto | Ime voditeljic oz. voditeljev |
| ---- | ----------------------------- |
| 2017 | Nejc Ašič, Maša Mlinarič      |
| 2018 | Nejc Ašič, Matej Knez         |
| 2019 | Pia Ameršek                   |
| 2020 | Nejc Ašič, Dijana Stojančić   |
| 2021 | Nejc Ašič, Sara Praznik       |

## Hišni bend na finalnem večeru
Vse finalistke in finaliste Slovenske note na finalnem večeru spremlja t.i. hišni bend večera, ki je sestavljen iz različnih glasbenikov, ki na finalnem večeru izvajajo slovensko glasbo v živo.
| Leto      | Člani in članice hišnega benda                                                                              |
| --------- | --- |
| 2017      | Manca Pinterič (klaviature), Sebastjan Podlesnik (bas kitara), Marko Bezovšek (kitara), Dejan Tabor (bobni) |
| 2018–2020 | Aljaž Šumej (klaviature), Florjan Ajdnik (bas kitara), Gabriel Miklobušec (kitara), Anže Lečnik (bobni)     |

*Opomba: od leta 2021 hišnega benda na tekmovanju ni več; finalisti in finalistke izvajajo svoje pesmi v živo z matrico.